# Ромео и Джульетта (телефильм, 2021)
«Ромео & Джульетта» (англ. Romeo & Juliet) — телеспектакль Британского Национального театра. Экранизация трагедии Уильяма Шекспира, действие которой разворачивается в современной Италии, где двое молодых влюбленных стремятся преодолеть жестокий мир, где сталкиваются католические и светские ценности. С Джесси Бакли и Джош О’Коннор в главных ролях. Поставлен британским театральным режиссёром Саймон Годвин. Телеспектакль является интерпретацией трагедии «Ромео и Джульетта» британского драматурга эпохи Возрождения Уильяма Шекспира, действие пьесы перенесено в современность. Телефильм был номинирован на OFTA Television Award Online Film & Television Association в категории «Лучшая музыкальная композиция в кинофильме».